# یکمین دالایی لاما
گدون دروپا (انگلیسی: Gedun Drupa؛ زاده ۱۳۹۱ - درگذشته ۱۴۷۴) اولین رهبر دینی بوداییان تبت ملقب دالایی لاما بود.
وی در یک خانواده قبیله‌ای به‌دنیا آمد، تا هفت سالگی به چوپانی پرداخت و سپس به صومعه رفت و در ۲۰ سالگی به درجه بهکشو رسید، دروپا که در میانسالی یکی از محترم‌ترین محققان مقدس در کشور خود بود صومعه تاشی لونپو در شیگاتسی را بنیان نهاد.
گدون دروپا دارای قدرت سیاسی نبود زیرا آنها تحت فرمان ساکیا، شاهزاده تسانگ و همین‌طور خاقان مغول بودند. نقش سیاسی دالایی لاما تنها در دوران پنجمین دالایی لاما آغاز شد.